# Molgula arenata
Molgula arenata är en sjöpungsart som beskrevs av William Stimpson 1852. Molgula arenata ingår i släktet Molgula och familjen kulsjöpungar. Inga underarter finns listade i Catalogue of Life.